# Schistostege decussata
Schistostege decussata är en fjärilsart som beskrevs av Ignaz Schiffermüller 1775. Schistostege decussata ingår i släktet Schistostege och familjen mätare. Inga underarter finns listade.

## Bildgalleri

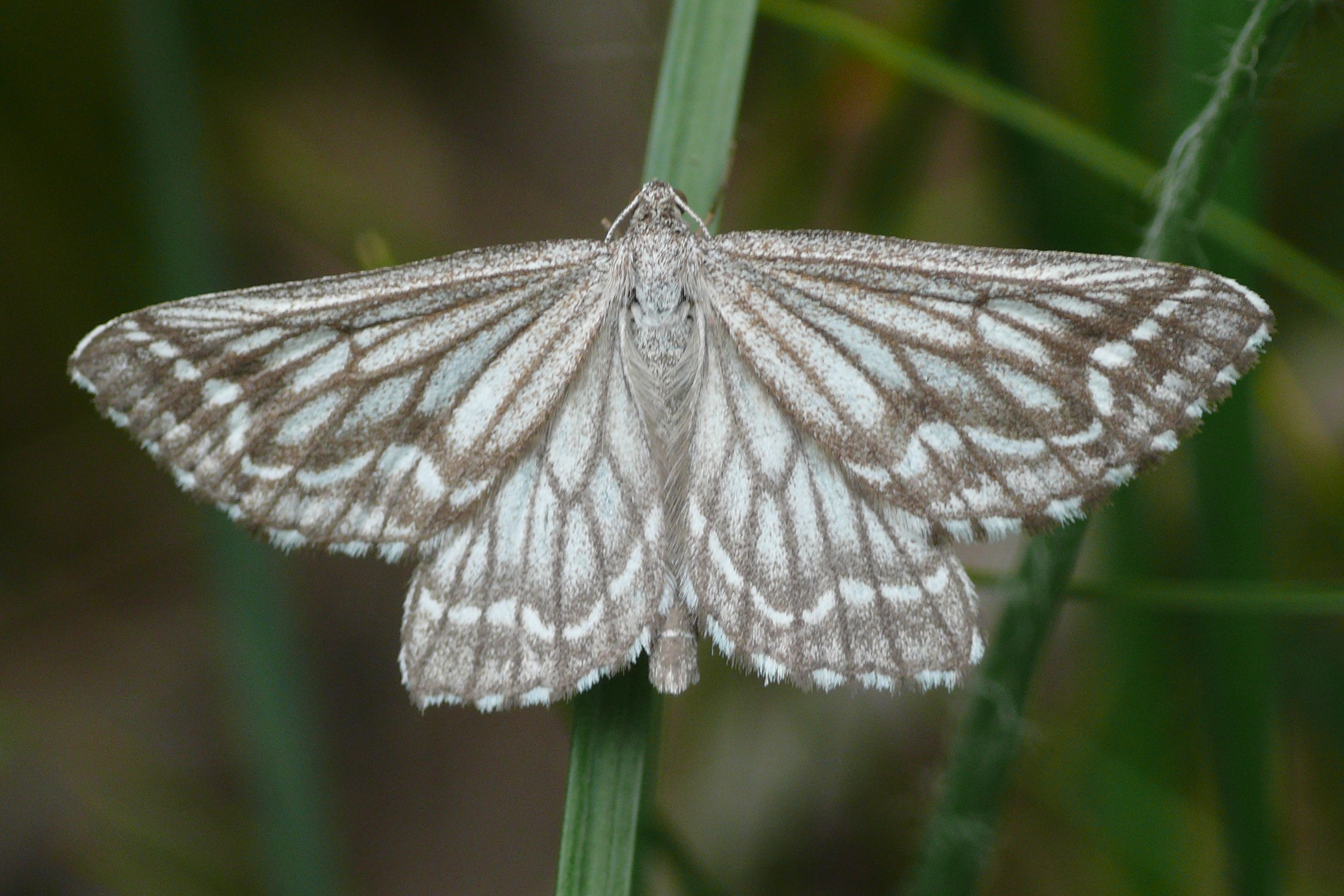
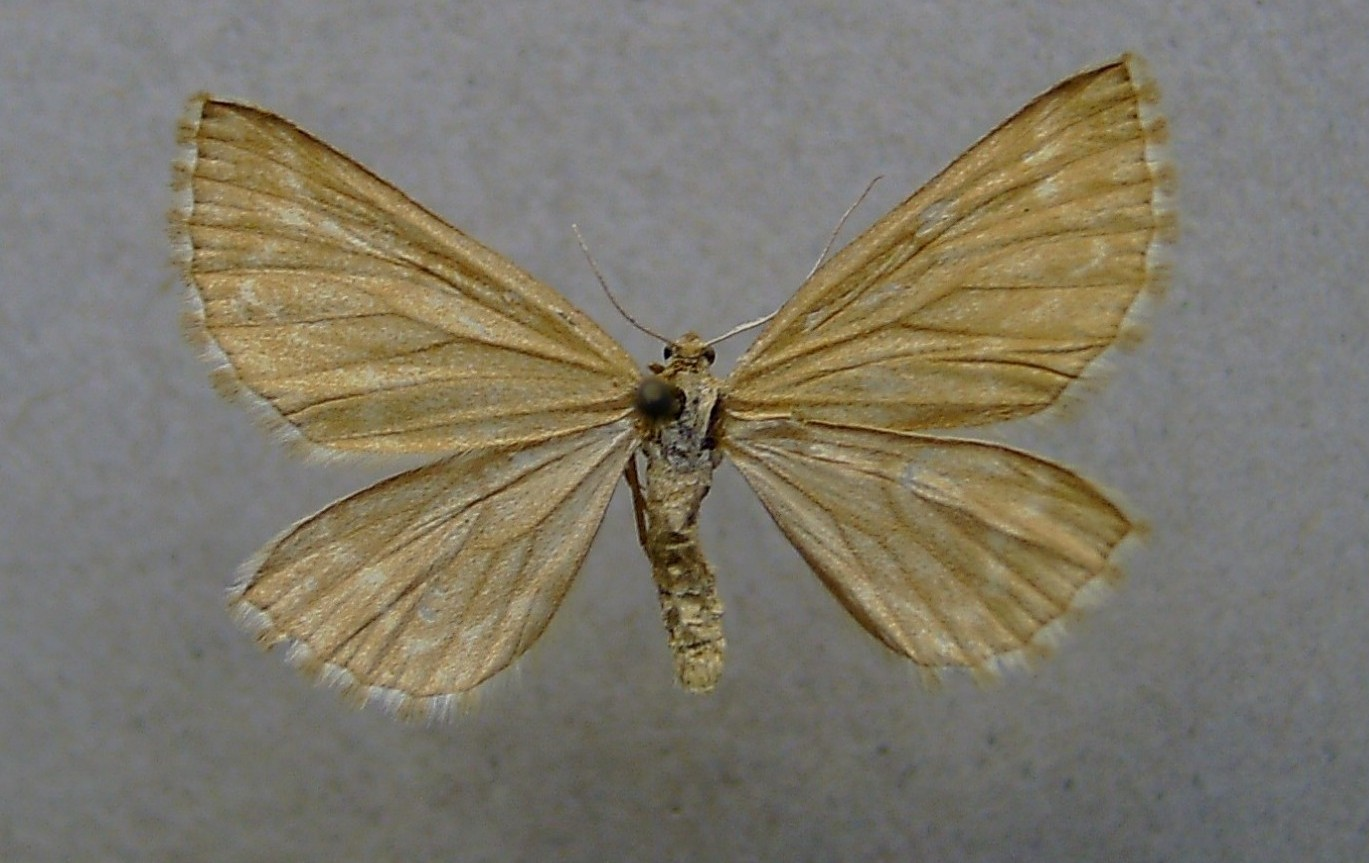